# 賭博
賭博（とばく、英: gambling、独: Glücksspiel、仏: jeu d'argent）とは、金銭や品物を賭けて勝負を争う遊戯である。

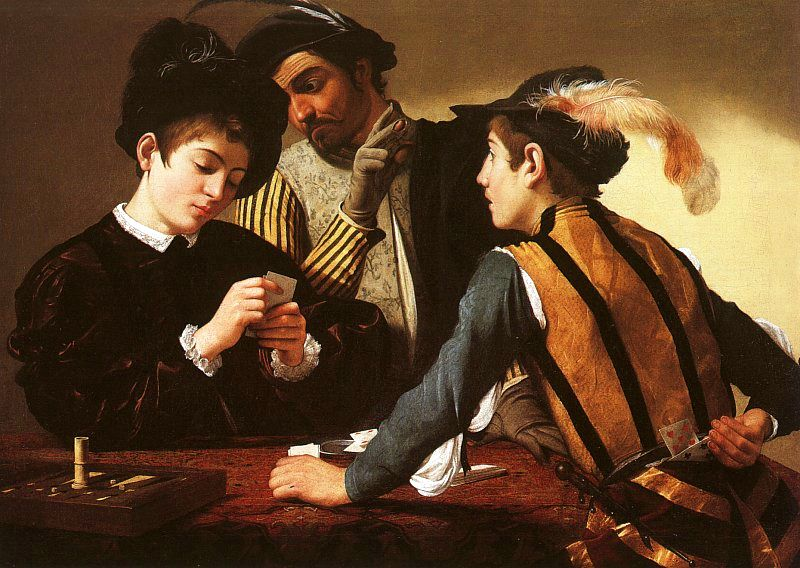
カラバッジオ画『トランプ詐欺師』

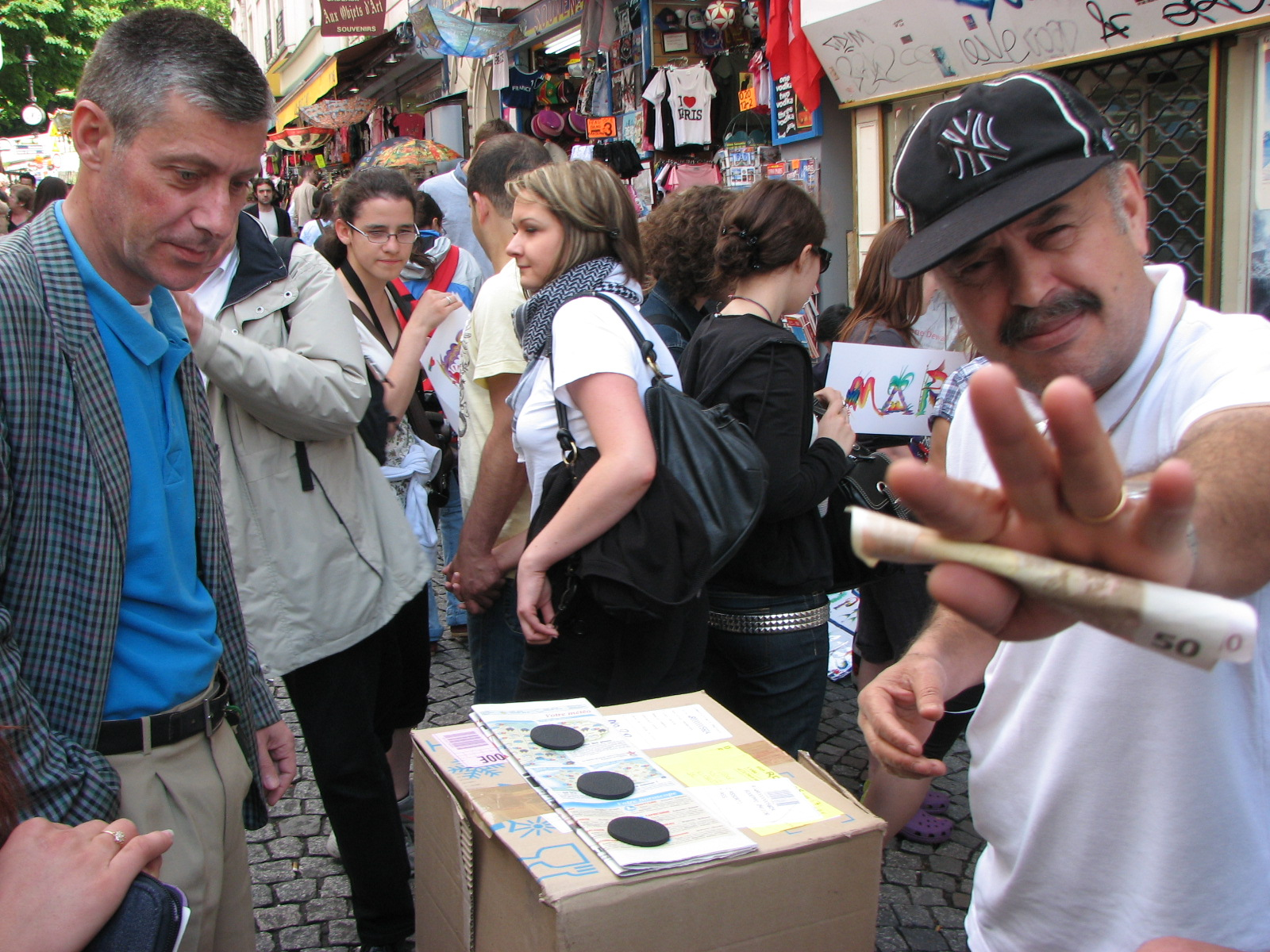
パリの路上賭博

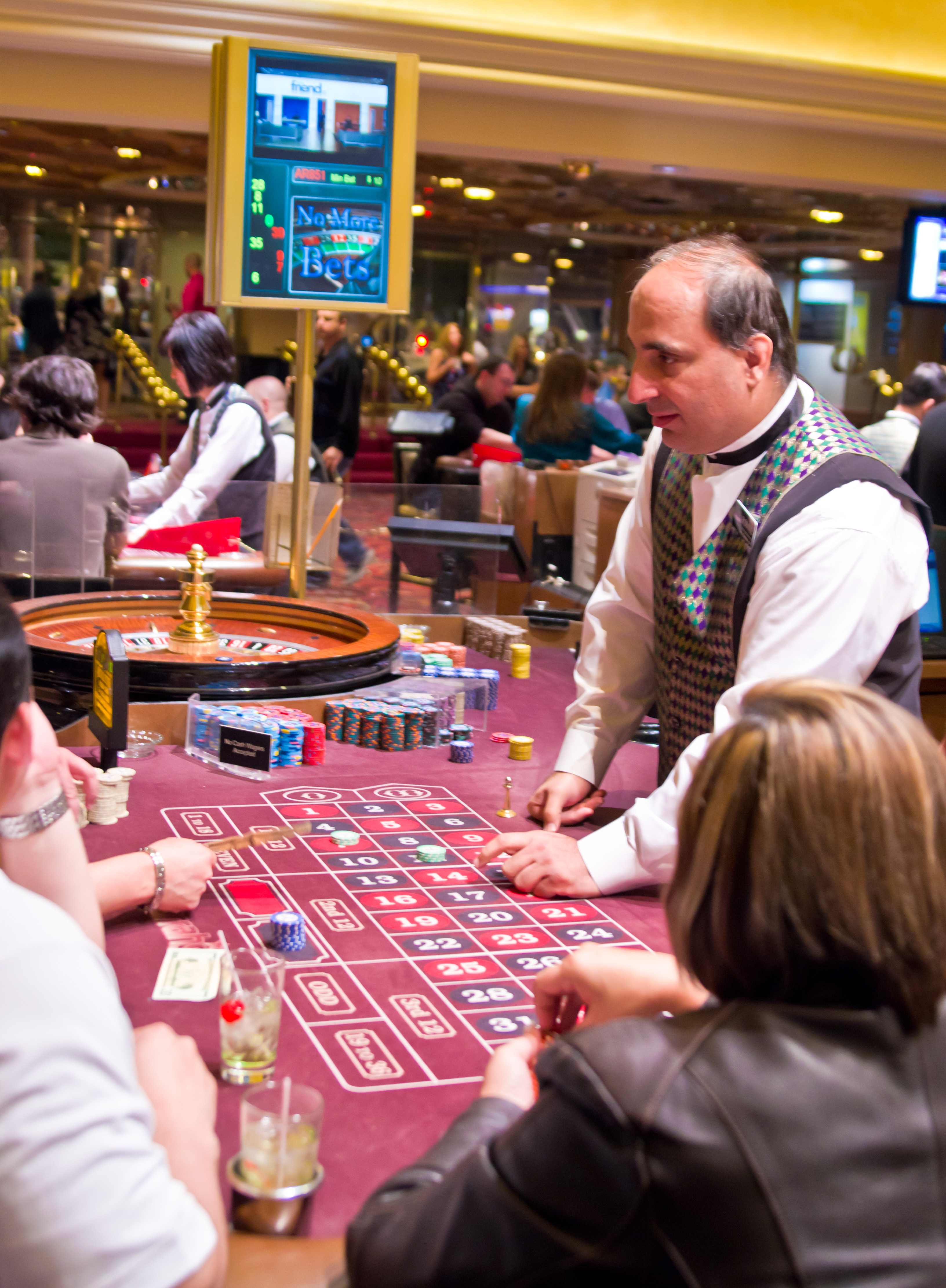
ラスベガスのカジノでのルーレット（ラスベガス、米国)。

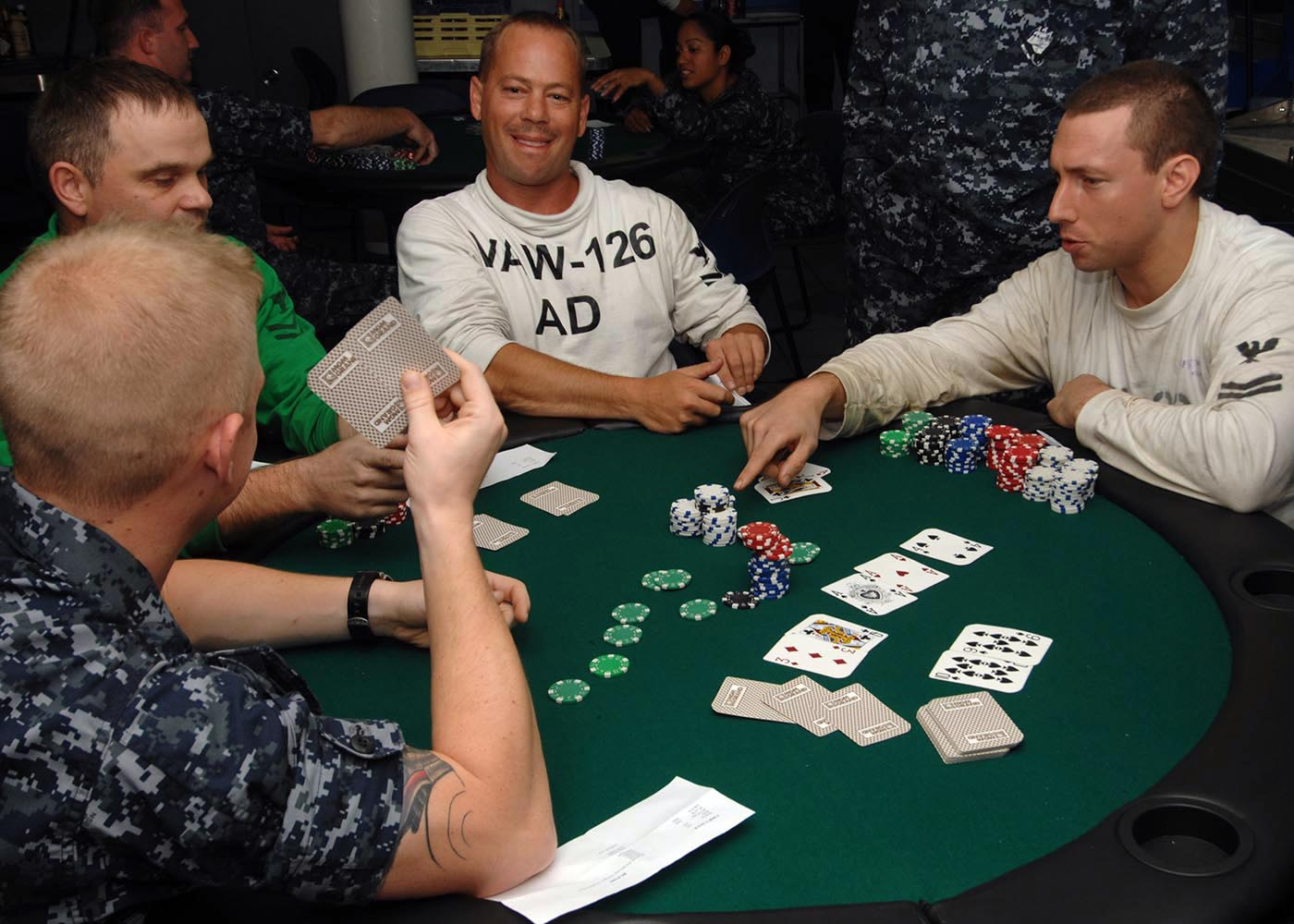
ポーカーのゲーム。

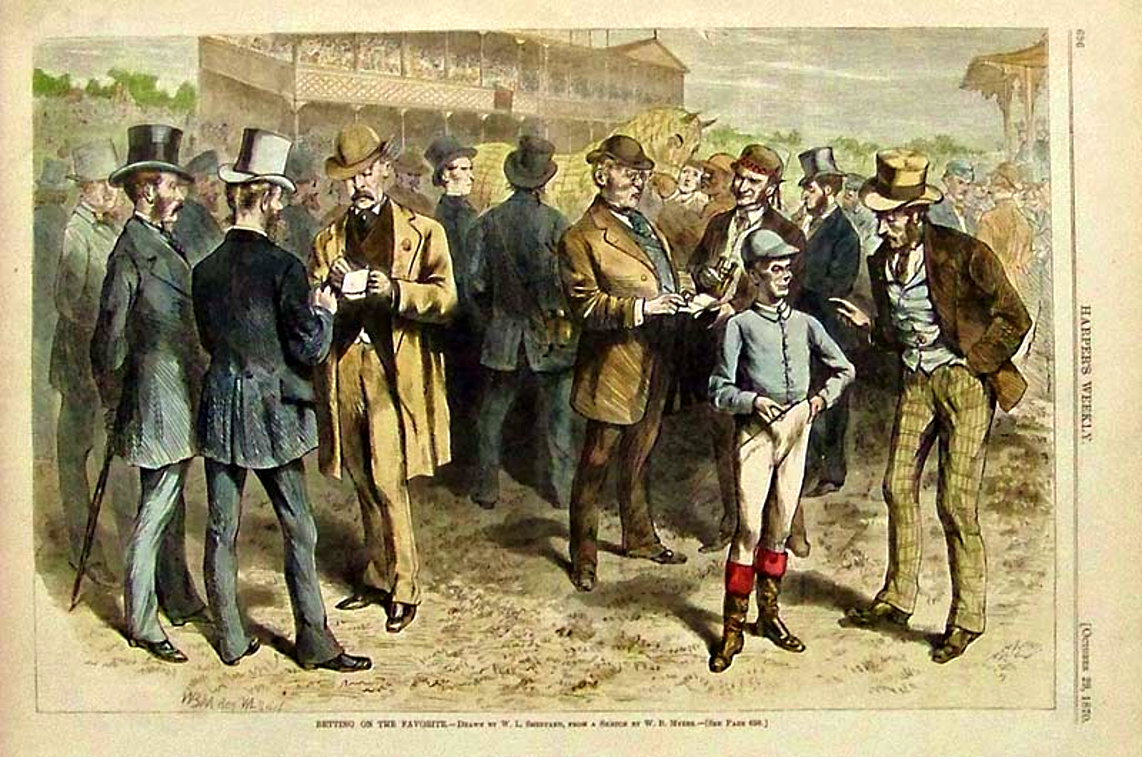
競馬で金を賭ける人々（Harper's Weekly 1870年10月号掲載)

英語ではgamblingと呼ぶのが普通であるが、カタカナでは「ギャンブル」と表記されることが多い。gambleは娯楽としての賭博も含む広い考え方であり、危険性の高い冒険や意味のある危険、潜在性のある利益に手を付けること等という意味がある。
日常的に賭博を行う者や、賭博を特に好む者は「賭博師」や「ギャンブラー」、「博打打ち」などと呼ばれている。賭け事の遊戯（ゲーム）を主催している者を胴元と言う。

## 概説
賭博の大前提は、あらかじめ取り決め周知されている厳密なルールに従って勝負を行い、偶然もたらされた結果に従うことである。胴元（主催者）側が、自分に有利になるように、様々な詐術を用いて表向きのゲームとは違うことが起きるように細工をして行う賭博を、いかさま賭博と言う。いかさま賭博は厳密には賭博ではなく詐欺に当たる。よくある手法は、参加者に分からないようなかたちで、なんらかのトリック（技術や道具）を用い、相手を錯誤させ、表向きの確率や期待値（見掛けの確率や期待値）とは違うように、実際の確率及び期待値を改竄して行うことである。いかさま賭博を行う者を「いかさま師」や「ゴト師」などと言う。
商業賭博の配当を決定する方式としては、あらかじめブックメーカーが倍率を決定しているブックメーカー方式や、興業主が全賭け金から一定割合を差し引き、残りの全額を勝ち投票券に分配するパリミュチュエル方式、ガラ馬券などに代表されるロッタリー方式などがある。日本の公営競技はパリミュチュエル方式を採用している。
賭博は社会悪とされることが多く、宝くじや競馬などの合法的な賭博もある一方で、大多数の賭博は犯罪に当てはまる。

## 法的な賭博の定義
賭博は金品の授受を伴った勝負で、次の３つの条件を全て満たすものをいう。
1. 参加料が有料（１円以上[7]）。
2. 勝敗の結果が偶然。
3. 勝敗の結果に応じて収益が変わる（勝つと得、負けると損）。

したがって、以下は賭博に当てはまる可能性がある。
- 宝くじで、当たれば金銭と交換され、外れれば交換価値が無くなるとの定めたものを有料で販売すること。
- 競馬の勝馬投票券（馬券）で、当たれば金銭と交換され、外れれば交換価値が無くなるとの定めたものを有料で販売すること。
- パチンコで、出玉の数量に応じて景品と交換すると定め、有料でプレーすること[8]。
- 麻雀で、順位や点数に応じて金品と交換すると定め、参加料を支払ってプレーすること。
- クレーンゲームで、販売価値のある商品を景品に定め、有料でプレーすること。
- 縁日に出店する射的で、販売価値のある商品を景品に定め、有料でプレーすること。
- 囲碁や将棋などで、勝敗や戦績に応じて金品を提供すると定め、参加料を支払って対局すること[9]。

一方で、以下は賭博に当てはまらない。
- 興行的な職業上の（プロの）勝負[9]。野球やサッカーなどのプロスポーツ、将棋や囲碁の棋戦などは、勝敗の結果は予測できず、戦績に応じて所得が変わるが、賞金はスポンサーが提供し、参加者（選手や棋士）は金銭を支払っていないため。
- 入学試験や資格試験。受験料（参加料）を支払い、合否や成績の結果が偶然であるが、結果にかかわらず金品の受け取りが発生しないため。
- 宝くじで、絶対に当選しないよう主催者が関与し不正に細工等をおこなったもの（いわゆるイカサマ）。くじが有料で、当選の順位に応じて払い戻しの金額が変わるが、当選しないことが偶然でなく必然のため[9]。ただし、詐欺に当てはまる可能性があり、これは賭博よりも重い罪になることが多い。
- 競馬などのレースで馬券を販売せず、優勝馬を当てるゲームを行い的中者に粗品を贈呈する[10]。賭博を禁ずるイスラム教国の競馬ではこれにより整合性をとっている。

## 賭博の問題点

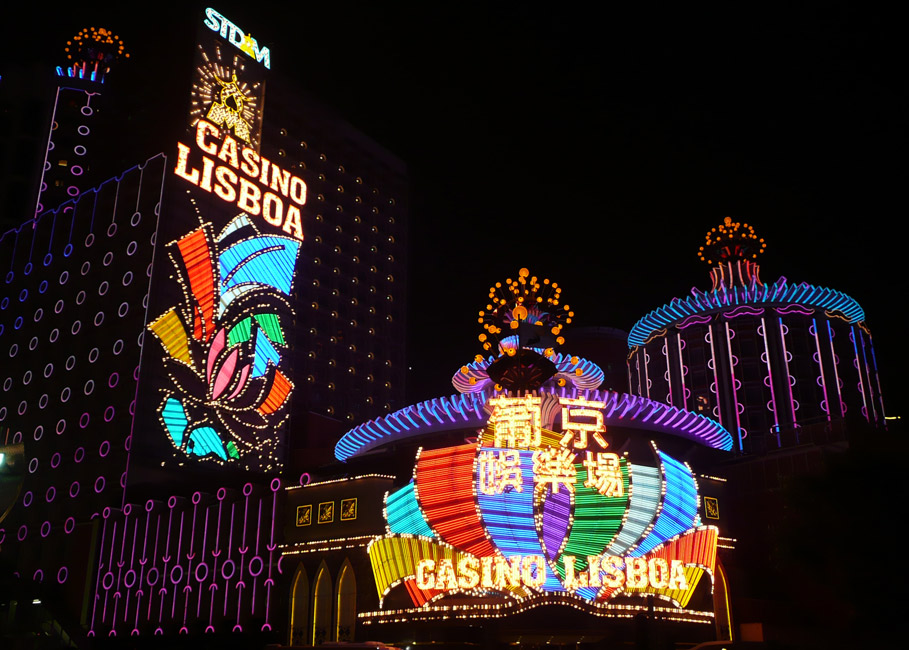
マカオのカジノ・リスボアの夜景

賭博・ギャンブルは、人の射倖心をくすぐり、時に中毒的な依存状態を招き、破産や人格崩壊に至り、果てには自殺、殺人に及ぶ場合もある。賭博の問題は人間の歴史が始まった頃から認識されており、「マハーバーラタ」や「千夜一夜物語」など古代の物語に、賭けに熱中するあまり、全財産を失ったりイカサマではめられるというトラブルも描かれている。
また、賭博はいくら多額の金が賭けられても、胴元と参加者、あるいは参加者同士の間でその金が行き来するに過ぎず、経済生産が生じないため、そのような非生産的な行為に人々のエネルギーが費やされてしまうと、生産的な行為を阻害する可能性があるとの主張も存在する。ただしこれに関しては、そもそも賭博はテレビやスキーなどと同じく娯楽に属しており、これらと同様に様々な効用を生み出しているため、非生産的な活動とは見なせないとの反論も存在する。
違法賭博が暴力団や犯罪組織などの反社会的勢力の資金源になるなど、社会問題も多く内包する。ただしこれに関しては、当該賭博を合法化し、法規制の下に置くことで金の流れを透明化し、反社会的集団との関係を断ち切ることが可能であり、これが賭博合法化の大義名分とされることも多い。
スポーツを賭博の対象とする場合、競技者を買収してわざと勝負に負けさせ、自らの賭けた方に勝利させる、いわゆる八百長が起きることがあり、全世界で重大な問題となっている。八百長が起きるのはスポーツ賭博の合法非合法を問わないが、プロスポーツの前提である公正性を侵害する行為であるため、実行者は厳しく処罰されるのが通例である。またこの公正性への懸念が、既存のプロスポーツへのスポーツ賭博の導入に対する反対論の有力な根拠となっている。
32 か国を対象とした 2020 年の調査では、特定の国でのギャンブル活動の量が多いほど、その国の株式市場の価格がより変動しやすいことが分かった。

### ギャンブル依存症
ギャンブルを行わないと日常生活に支障が出る人における依存症（精神疾患）であり、世界保健機関（WHO）では「ギャンブル障害（ギャンブリング障害）」「病的賭博」と言う名称を使用している。この疾患にかかった人をギャンブル依存症者と呼ぶ。
自己の生活基盤・価値観、仕事や学業、家族や友人などの人間関係を犠牲にしてでもギャンブルを続けてしまう、と言う進行性を伴う。
この疾患を克服するためには、心理療法、適切な専門職の介入、自助グループへの参加などの方法がある。また当事者に対し、「一生ギャンブルに手を出さない」「新しい生き方を学ぶ必要がある」ということを認識させることが必要とされている。それは、再びギャンブルに手を出せば元の依存状態になってしまうからである。

### 子供とギャンブル
イギリスでは大人の監督下であることやメダルゲームなど賭け対象に制限はあるものの、子供が金を賭けてギャンブルを行うことが合法となっている。子供のギャンブルはイギリス流の休日の楽しみ方のひとつであり、大人としての責任ある行動を経験させるものだという言説もあるが、ギャンブル依存症の患者の中には子供の頃のギャンブル体験を発端に挙げる者も多い。また、ギャンブルが得意な子供はギャンブルでずっと勝ち続けることは自分にとって当然で、その報酬は正当な見返りである、という間違った幻想を抱くリスクがあるとも指摘される。

## 規制
世界のほとんどの国家において、賭博行為には何らかの規制がかかっており、完全に禁止している国家も存在する。宝くじは古くから政府や公共事業の重要な財源となる一方、道徳的な問題や絶えない不正から問題視されることも多く、19世紀には一度ヨーロッパのかなりの地域で禁止され、再び解禁されるのは主に第二次世界大戦後のことだった。カジノが開設されている国家においても、例えばネパールやカンボジアのように自国民の利用を禁止し外国人観光客のみが利用できる国家や、韓国のように1カ所を除き外国人専用としている国家、シンガポールのように高額な入場料を設定し失業者の入場を禁じている国家など、さまざまな規制を設けて利用者層を制限する国家も多い。韓国のように国民に対して外国での賭博を禁じる国もあり、マカオなどにある立地国では合法な外国人向けカジノでの賭博が罪となる。
賭博を禁止しているイスラム教の影響が大きい地域では、国民が外国で賭博を行うこと以外にも、賭博と同様の技術で実現されている保険の提供を禁止している場合があり、タカフルと呼ばれる共済のような方法で保険サービスを実現している。

### 日本

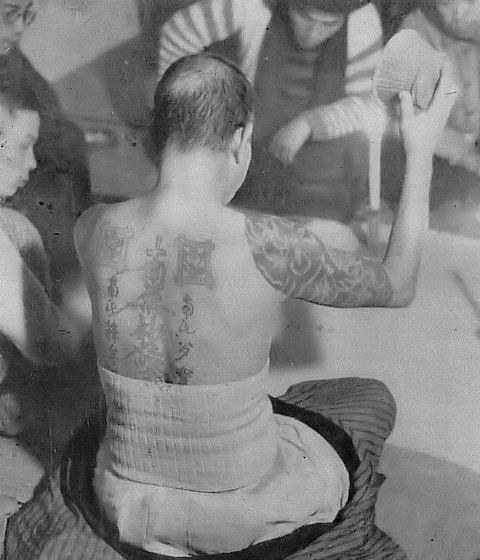
賭場で賭博。

日本においては刑法185条から187条において賭博及び富くじに関する罪が規定されており、違反者には刑罰が科せられる。一方で、競馬、競艇、競輪、オートレースといった公営競技や、宝くじ、スポーツ振興くじに関しては特別法によって公営でのギャンブルが認められている。
公営競技で最も早く認められたものは競馬であり、戦前から馬券発行が公認されていた。第二次世界大戦後、第二次世界大戦中には戦費調達のために政府によって「勝札」と呼ばれる宝くじの発行が開始され、敗戦後は宝くじと名を変えて大々的に行われるようになった。この後、1954年に政府の宝くじ発行は中止され、都道府県や政令指定都市が宝くじ発行の主体となった。1948年から1951年にかけて競艇、競輪、オートレースが相次いで公営競技化された。賭博と同様の技術である保険についても規定が有り保険業法で定められており、販売には制限がある。
日本国内において麻雀は賭け事として行われることもあるが、その場で消費可能な飲食物や食事代金の負担は「一時の娯楽に供するもの」として罰の対象にはならないこともある。
一時の娯楽に供する物以外の金銭などをかけた賭博を行った場合は、賭博罪となり、50万円以下の罰金又は科料となる単純賭博罪（刑法185条）、常習性があれば3年以下の懲役となる常習賭博罪（刑法186条）に処される。また、企業等に所属してる人間の場合は、賭博罪に問われるとコンプライアンス（法令順守）違反と判断され、企業や政府機関内での活動が制限される場合がある。
外国で合法なオンラインカジノでも、日本国内からオンラインで接続して金銭をかけた賭博を行った場合は賭博罪となる。
外国にサーバーを置いて、賭客に賭博をさせていた者は、賭博開帳図利罪となる。
オンラインカジノサイト運営者から収納代行を請け負ったように見せかけた集金活動は、組織的な犯罪の処罰及び犯罪収益の規制等に関する法律（組織的犯罪処罰法）違反となる。
また、海外の違法カジノを宣伝する契約を行って宣伝した場合は、常習賭博幇助罪となる。

## 大分類
賭博とは、賭事（とじ）と博戯（ばくぎ）の二つを合わせた言葉である。
賭事と博戯の違いは、賭ける側の人間が、賭ける対象となる勝負事の結果に当事者として関与できるか否かである。
- 賭事（とじ） - 勝負事の結果に参加者が関与できないもの
- 博戯 - 勝負事の結果に参加者が関与できるもの

公営競技、「野球賭博」「ルーレット」「バカラ」などは賭事であり、「賭け麻雀」「賭けゴルフ」「賭けポーカー」などは博戯である。「クラップス」のように、一つのゲームで賭事と博戯が混在する場合もある。
「富くじ」の場合、数字が選べないタイプは購入者が結果を予測することも出来なく、結果にも関与できないため賭事である。数字選択式では、公営競技と同様に結果を予測することは可能であるが同様に結果にも関与できないため賭事である。全ての日本の「宝くじ」として売られているものについては締め切り後には追加購入を含めくじの当選に関わる関与は一切出来ない。
チェス、将棋、囲碁といった偶然の要素が無い二人零和有限確定完全情報ゲームの勝敗を予測することは賭事であるが、プレイヤー同士が自身の勝利に金銭をかけた場合は博戯となる。自身がプレイヤーとなるギャンブラーは真剣師とも呼ばれる。公式棋戦ではスポンサーが賞金を提供するため博戯とはみなされない。
先秦時代の中国では囲碁と共に六博（博）というすごろくに類似したボードゲームが流行しており、博をプレイする（打つ）ことから「博打」と言う言葉が生まれた。よって「博打を打つ」「博打打ち」という言葉は本来二重表現であるが、「博打」が「賭博」の同義語として扱われるようになると、二重表現とはみなされなくなった。
さまざまな金融商品や相場にも、その賭博性が提起されることがある。金融商品の中でも、保険は娯楽としてのギャンブルと全く同様の技術で実現されている。保険の歴史は賭博から生まれた物であり、事故に遭遇するというギャンブルに金銭を賭けるもの、とされているからである。賭博の用語ではオッズと呼ばれる物は保険用語では「等級」と呼ばれる。医療保険においては病気のリスクの少ない若年層のオッズは高いが、年配者の場合はオッズは低く、逆に自動車保険においては事故率の高い若年層の方がオッズは低くなる。保険商品では「配当金」は固定のためオッズが低い、すなわち保険給付事由が発生する可能性が高いほど保険料は高くなり、その可能性が非常に高いと判断される場合は保険の契約自体ができない。
先物取引やオプション取引、外国為替相場、株式の購入など、通常であれば商品取引（相場）あるいは株式などのように、投資の範疇に含まれる行為のうち、手持ちの現金以上の金額を投じることのできる信用取引や、投機と呼ばれるハイリスク・ハイリターンな取引を、広い意味でのギャンブルに含むこともある。なお、日本では特定の株の上がり下がりを賭ける合百という直接的な賭博も行われていた。
世界的には歴史上、手品のはじまりといわれるCup and balls（カップアンドボール）が賭け事の対象としてヨーロッパ、中東、地中海地方、遠くは中国まで広がったが、行う者が手品師と同義であることから、いわゆる「いかさま賭博」とも言える。

## 世界の賭博
賭博は世界で広く行われており、各地に多種多様な賭博が存在する。カジノ開設が認められている国では、カジノ内でさまざまな賭博が行われている。またイギリスやオーストラリア、ドイツ等にはブックメーカー(bookmaker)なども存在し、殆どあらゆる事をギャンブルの対象にしている。

### カジノゲーム
カジノで行われるカジノゲームは、大きくテーブルゲーム・ゲームマシン・その他の3種類に分かれる。テーブルゲームはさらに、ブラックジャックやバカラ、ポーカーなどのようにトランプを用いるもの（カードゲーム）、クラップスや大小のようにサイコロ（ダイス）を用いるもの、ルーレットやファンタン、牌九のようにどちらにも属さないものに分けられる。ゲームマシンとしてはスロットマシンなどがある。キノなどのテーブルゲーム、ゲームマシンのいずれにも属さないものはその他に分類される。
ほとんどのカジノゲームは「カジノ」対「客」という形でゲームを行う。例えばルーレットでは、客が勝てばカジノ側がチップを支払う。一方でポーカーの場合は客同士で勝敗を決めるゲームで有り、テーブルでの敗者が勝者にチップを支払う。カジノ側はゲームの進行やサービスを行い、ゲーム毎の手数料を得るシステムである。

### レース・競技
動物や人間を競わせ、その勝敗を賭博の対象とすることは古来から広く行われている。
動物を対象とした賭博としては闘犬、闘鶏、闘牛、昆虫相撲など、動物同士を戦わせ、勝敗を賭ける賭博がある。家畜化されていない動物を用いる例もあり、ニワトリが家畜化されたのは本来食用ではなく、祭祀用、または闘鶏に用いるためだったと考えられている。中国では唐の玄宗期以降、コオロギ同士を戦わせる闘蟋が盛んとなった。多数の動物をコースで走らせ、勝敗を予測する賭博として競馬、競駝、ドッグレース、ダックレースなどがあり、その日の全レースや特定の順位まで着順を予想するなど難易度を上げた掛け方もある。特に競馬は馬の飼育や品種改良など、馬の文化に大きく関わった。またブックメーカー、競馬新聞、馬券予想会社など関連産業も発展した。
スポーツの結果を賭博の対象とすることも広く行われており、2009年には、世界の商業賭博総額の内、競馬が7%、スポーツくじが5%を占めていた。ただしスポーツ賭博に対する態度は国によってさまざまであり、さらに同じ国内においてもスポーツ賭博の対象として認められている競技と、一切禁じている競技とが存在する。日本では競馬（中央競馬と地方競馬）のほか、モーターボート（競艇）、自転車（競輪）、オートバイ（オートレース）が公営競技として認められており、また2001年からはサッカーを対象にスポーツ振興くじが発売されている。日本国外では、ハイアライなども賭博スポーツとして認可されている国が存在する。

### その他の賭博
日本古来の賭博としては手本引や丁半賭博などがある。
宝くじも賭博の一種であり、世界各国で行われている。

### その他
賭博規制を緩和する国もある。一例として、1992年にスポーツ賭博を禁止したアメリカにおいて、2018年に最高裁でこの禁止法の違憲判決が出され、スポーツ賭博の解禁を認めたことなどがあげられる。しかしアメリカのプロスポーツ界のほとんどがこの判決に異議を唱えたように、解禁には強い反対の声が上がる場合が多い。

## 経済
各国において強い規制がかけられている一方で、賭博を楽しむ人々は全世界に存在し、経済的にも大きな存在となっている。2009年には全世界の合法的な商業賭博の総売上は3350億ドルに達した。このうち規模の大きなものは宝くじなどのくじ類と、カジノやゲームマシン、ビンゴ等である。2015年には、オンラインカジノも含む全世界のカジノの売り上げは1828億ドルに達していた。こうした賭博の利益の源泉は、胴元が賭博の売り上げの中から一定の割合で控除する金銭、いわゆるテラ銭である。この控除金額は賭博や地域によって異なっており、一般的にカジノゲームでは2%未満から5%、それぞれ平成20年度で日本の公営競技が25.2%、サッカーくじが50.4%、宝くじが54.3%となっている。宝くじの控除金額は世界的に見ると50%前後が多い。宝くじは古くから公共の利益のために目的税的な利用をされることが多く、国や州などの政府が主体となって販売され、その重要な財源となっている。
世界には、アメリカ・ネバダ州のラスベガスのように、賭博を合法化して観光資源の一つとすることで世界中から観光客を集めている都市もある。カジノ事業に乗り出す地域は増加しており、とくに2010年に始まったシンガポールのカジノが大成功を収めたことでこの流れはアジアにおいて加速した。日本でも2016年12月15日に統合型リゾートの設置を目的とした「特定複合観光施設区域の整備の推進に関する法律」（IR推進法）が成立した。
カジノの存在する主な都市は、以下のようになっている。この中でも、古くからカジノを中心として栄えたラスベガス、2002年に外国資本にカジノ経営が開放された後に中国大陸の経済成長に伴って急成長し、2013年にはラスベガスの7倍の売り上げを誇るようになったマカオ、2010年のカジノ開設後急速に成長して2013年にはラスベガスと同程度の売り上げとなったシンガポールの3都市が特に規模としては大きい。このほかにも多くの国にカジノは存在し、約140カ国でカジノは合法化されている。
| 合法化 | 建設   | 都市                       | 場所                                                 | 地図                                  |
| ------ | ------ | -------------------------- | ---------------------------------------------------- | ------------------------------------- |
| 1931年 | 1931年 | ラスベガス                 | アメリカ合衆国・ネバダ州クラーク郡                   | 北緯36度11分39秒 西経115度13分19秒    |
| 1933年 |        | カンピョーネ・ディターリア | イタリア・ロンバルディア州コモ県                     | 北緯45度58分15秒 東経8度58分15秒      |
| 1976年 | 1978年 | アトランティックシティ     | アメリカ合衆国・ニュージャージー州アトランティック郡 | 北緯39度22分38秒 西経74度27分04秒     |
| 1847年 |        | マカオ                     | 中国・ マカオ                                        | 北緯22度10分00秒 東経113度33分00秒    |
| 2005年 | 2010年 | シンガポール               | シンガポール                                         |                                       |
|        |        | モンテカルロ               | モナコ                                               | 北緯43度44分23秒 東経7度25分38秒      |
| 1962年 | 1968年 | ウォーカーヒル             | 韓国・ソウル特別市広津区                             | 北緯37度33分18.8秒 東経127度6分39.2秒 |

### ギャンブル禁止の経済効果
オーストラリアでは、市中のパブやクラブにスロットマシンが置かれている。店に出入りできる年齢であれば気軽にギャンブルができる環境にあったが、2020年3月23日には、新型コロナウイルスの感染拡大によりパブやクラブが一時閉鎖され、ギャンブルができる環境が失われた。ギャンブル問題を啓発する団体は、閉鎖された後一か月間に少なくとも10億豪ドル（約690億円）がスロットマシンにつぎ込まれずに済んだこと、それら金額が食卓の食べ物、医療費や光熱費、家賃、住宅ローンの支払いに充てられることが可能になったこと、ギャンブル依存症なども緩和されたことなどの効果を指摘した。

## 宗教界での賭博に関する見解
ギャンブルには働かずに金持ちになれる（不労所得）という誘惑があり、世界宗教を始めとして多くの宗教で戒められている。

### 賭博とイスラム教
イスラム教成立以前の中東では矢を使った籤（賭矢、マイスィル）でラクダの肉を賭けるギャンブルが盛んに行われていた。このほかに競馬やポロが広場で行われ、社交の場としても機能していたとされる。千夜一夜物語には、王達による金銭や奴隷をかけたシャトランジの勝負が描かれている。カードゲームは喫茶店などで行われていた。
イスラム教のクルアーン雌牛の章において、マイスィルは人の利益となる面もあるが悪影響の方が大きいという記述がある。当時は気前の良さを競うため法外な額（に相当する分量）が賭けられることもあったとされ、ムハンマドはこれを諌めたという説もある。また食卓の章にも酒、マイスィル、偶像、占い矢は悪魔の業であるという記述がある。
イスラム教が広まった後も賭博の是非についての記述があることから、違法な賭博は行われていたと推察されている。
現代のイスラム教国では国内での賭博は禁止されているが金銭を賭けない場合は見逃されており、一部の国や地域では競馬や競駝が純粋な競技として行われている。勝ち馬の予想を当てた場合は、払戻金ではなく、賞品や商品の引換券がもらえる。これは「賭博ではない」と言い逃れができるようにするための主催者の知恵である。なお、世俗化が進んだ地域ではギャンブルも行われている。

### その他のキリスト教の宗派
ギャンブルに反対する他の教会には、エホバの証人、末日聖徒イエス・キリスト教会、イグレシア・ニ・クリスト、およびメンバーズ・チャーチ・オブ・ゴッド・インターナショナルが含まれる。

## 歴史
賭博の起源としては、吉凶を偶然に託す占い、正邪の判断を神に託す裁判（神判）、そして神に捧げるための競技の3つが源流であると考えられている。賭博は自らの所有物や財産を賭して勝負をし、勝てば利益を得て相手の賭けたものを自らの私有物とすることによって成立するため、個々人が私有財産を所持するようになり、原初的な私有財産制が成立してはじめて開始されたと考えられている。
日本では、689年には持統天皇によって雙六（盤双六）賭博禁止令が出されたとの記述が日本書紀に存在し、以後頻繁に時の政権によって賭博禁止令は出されていた。『古事記』にも、秋山之下氷壮夫（あきやまのしたひおとこ）が、春山之霞壮夫（はるやまのかすみおとこ）に伊豆志八前大神（兵庫県豊岡市出石）の娘の伊豆志袁登売神（いずしおとめのかみ）との結婚の成否で賭けを申込み、兄弟の母神が賭けを申し出た秋山命を懲らしめる話がある。賭博禁止は明治政府もこれを継続した。1884年（明治17年）1月4日、賭博犯処分規則が定められた（太政官布告）。第二次世界大戦後には相次いで公営ギャンブルが認可され、隆盛を迎えた。一方でこれまで私的に行われていた伝統的な賭博は衰退し、私的賭博でもパチンコや麻雀といった新たなゲームが主流となった。

## その他
賭博、とくにサイコロ賭博の勝敗に関する考察は、どのような目がどのくらいの率で出てくるか、すなわち確率という考え方につながっていった。16世紀半ばにはイタリアのジェロラモ・カルダーノがサイコロの出目に関して初歩的な確率の計算を行い、17世紀にはサイコロ賭博に関する相談を受けたブレーズ・パスカルがピエール・ド・フェルマーと往復書簡を交わし、この中で理論としての確率論が誕生した。

## 関連作品

### 映画
ギャンブルをテーマにした映画。アクション映画の一種として扱われることがある。

### 書籍

#### 小説
- 阿佐田哲也の一連の小説、 阿佐田自身が投影された「坊や哲」が主人公の「麻雀放浪記」など多数。
- 森巣博の一連の小説、森巣自身が投影された「ヒロシ」が主人公の「ジゴクラク」など。舞台は日本かオーストラリア、種目はバカラ、牌九など。

#### 漫画
ギャンブルをテーマにした漫画。漫画家の福本伸行はギャンブル漫画の巨匠などとされる。バトル・アクションの要素が取り込まれることがある。